# Александър Солженицин
Алекса̀ндър Иса̀евич Солженѝцин (на руски: Алекса̀ндр Иса̀евич Солженѝцын; на английски: Aleksandr Solzhenitsyn) е руски писател, драматург, историк и дисидент от втората половина на XX век. Основните му произведения са свързани с историята на Русия: Архипелаг Гулаг, В първия кръг, Червеното колело, Матрьонината къща, Един ден на Иван Денисович, Раково отделение. Благодарение на него хората извън Съветския съюз научават за системата на съветските лагери за принудителен труд ГУЛАГ.
Участник е във Великата отечествена война, но още по време на войната е арестуван и изпратен в лагер. Реабилитиран през 1956 г., работи като учител и започва да пише. Първото му произведение Един ден на Иван Денисович е публикувано в списание „Новый мир“ през 1962 г. и се превръща в литературно събитие. В същото списание публикува и още няколко разказа, но скоро отношението на официалните власти се променя поради критичното му отношение към съветските порядки, което се запазва през цялото време на живота му в СССР. Удостоен е с Нобелова награда за литература за 1970 г., но съветските власти не печатат произведенията му, а те се разпространяват в СССР чрез самиздат и се печатат в чужбина. След като „Архипелаг Гулаг“ е публикуван в чужбина, през 1974 г. Солженицин бива прокуден от родината си. Живее известно време в Швейцария и САЩ, но след разпадането на СССР се завръща в Русия през 1994 г. Избран е за академик на Руската академия на науките (1997).

## Биография

### Произход и младежки години
Александър Исаевич (Исаакиевич) Солженицин е роден на 11 декември 1918 г. в Кисловодск (днес в Ставрополски край). Баща му Исаакий Семьонович Солженицин (1891 – 1918), е руски селянин от Северен Кавказ. Майка му Таисия Захаровна Щербак (1894 – 1944) е украинка, дъщеря на богат земевладелец от Кубан, Краснодарски край (см. Новокубанск), който с труд и умения се издига до това положение от прост ратай от Таврическа губерния. Родителите на Солженицин се запознават по време на учението си и скоро сключват брак. По време на Първата световна война Исаакий Солженицин отива на фронта като доброволец и става офицер. Вече демобилизиран, той загива в резултат на нещастен случай при лов на 15 юни 1918 г. Историята на семейството на фона на Първата световна война е вплетена в сюжета на „Август четиринадесета“ и този роман, както и цялата епопея „Червеното колело“, според Л. Сараскина са надеждни източници за биографията на автора.
След революцията от 1917 г. и Гражданската война семейството е разорено и през 1924 г. Александър и майка му се преместват в Ростов на Дон, където майка му си намира работа като машинописка и стенографка. Живеят бедно, Александър учи от 1926 до 1936 г. в училище № 15. В началните класове му се подиграват за това, че носи кръстче и изразява нежелание да постъпи в пионерската организация. Под влияние на обучението в училище все пак става пионер и след това комсомолец през 1936 г. Той чете много и решава да стане писател на 9 – 10 години, като на тази възраст вече е прочел „Война и мир“. В гимназията се увлича от литература, пише есета и стихотворения; интересува се от история и от обществения живот.
През 1936 г. Александър завършва гимназия с пълно отличие и това му дава право да постъпи в Ростовския държавен университет. Избира физико-математическия факултет, защото в университета няма литературен факултет. По спомени на приятел от училище и университета „… той следваше математика не толкова по призвание, колкото поради това, че във факултета имаше много образовани и интересни преподаватели“. В университета Солженицин е отличен студент (сталински стипендиант), но продължава литературните си занимания, допълнително изучава английски, латински, история и марксизъм-ленинизъм. На 27 април 1940 г. се жени за Наталия Решетовска, студентка по химия в същия университет, с която се познава от няколко години. Дипломира се през 1941 г. с отличие и получава квалификация преподавател и научен работник II разряд. Деканатът го препоръчва за асистент или аспирант.
Солженицин от малък се интересува от историята на Русия по време на Първата световна война и революцията. През 1937 г. започва да събира материали за битката при Таненберг, известна като „Самсоновска катастрофа“, и написва първите глави на „Август четиринадесета“ от позициите на правоверен комунист. Интересува се от театър и през лятото на 1938 г. се опитва да постъпи в театралната школа на Ю. А. Завадски, но не е приет. През 1939 г. започва да следва задочно във факултета по литература към Института по философия, литература и история в Москва (МИФЛИ). Прекъсва обучението си в 1941 г. поради избухването на Отечествената война. Солженицин описва живота си в началото на 40-те години в автобиографичната поема „Дороженька“ (1947 – 1952).

### Участие във войната
В началото на войната Солженицин не е мобилизиран веднага, тъй като поради физически недъг е признат за ограничено годен за военна служба. Полага много усилия да отиде на фронта. През септември 1941 г. двамата с жена му заминават по разпределение като учители в Морозовск, Ростовска област, но още на 18 октомври е мобилизиран и изпратен в 74-ти транспортен батальон.
През април 1942 г. Солженицин е изпратен в артилерийско училище в Кострома; завършва го през ноември с чин лейтенант и е изпратен в Саранск. В действащата армия е от март 1943 г. Служи като командир на батарея за звуково разузнаване в състава на 63-та армия на Централния и Брянския фронт.
През август 1943 г. лейтенант Солженицин е награден с орден „Отечествена война“ 2-ра степен за откриване на артилерийски батареи на противника, довело до унищожаването им. След месец е произведен в старши лейтенант.
От пролетта на 1944 г. е командир на батарея за звуково разузнаване в състава на 48-а армия на 2-ри белоруски фронт. През май 1944 г. е произведен в капитан, а през юли е награден с орден „Червена звезда“. Бойният му път преминава от Орел до Източна Прусия. Батареята му попада в обкръжение при Адлиг Швенкитен през януари 1945 и за излизането от него Солженицин е предложен повторно за орден „Червена звезда“.
На фронта въпреки забраните Солженицин си води дневник и пише, изпращайки произведенията си за рецензия на московски литератори. Под влияние на разказите на фронтоваците за преживени от тях събития започва да се отнася критично към Сталин. В писмата до приятеля си Николай Виткевич говори за изкривяване на марксизма-ленинизма и пази в личните си вещи резолюция, съчинена от двамата, в която сталинските порядки се сравняват с крепостничеството и се говори за създаване на организация, която да възстанови ленинските норми след войната. Писмата и резолюцията са основните доказателства на повдигнатите му по-късно обвинения.

### Арест и затвор
Писмата му привличат вниманието на военната цензура и на 2 февруари 1945 г. по телеграфа е предадена заповед за арест на Солженицин и изпращането му в Москва. Армейското контраразузнаване СМЕРШ започва следствено дело 2/2 № 3694 – 45. На 9 февруари Солженицин е арестуван, лишен от воинското звание „капитан“ и изпратен в Москва в Лубянския затвор. Разпитите продължават от 20 февруари до 25 май 1945 г. На 7 юли Солженицин е осъден задочно от Особеното съвещание на НКВД на 8 години принудителен труд в изправителен лагер и след това на вечно заточение по член 58, пункт 10, част 2 и пункт 11 на Наказателния кодекс на РСФСР.
През август е изпратен в лагера „Нов Йерусалим“, а месец по-късно е препратен в лагер в Москва, където затворниците (на жаргон зеки, на руски: заключенный, з/к) работят по строителството на жилища в района на Калужката застава, днешния площад Гагарин:с. 311.
През юни 1946 г. Солженицин е преместен в секретно конструкторско бюро (пандизбюро, шарашка) в Рибинск, част от системата от специални затвори към Министерството на вътрешните работи. През февруари 1947 г. е прехвърлен в шарашка в Сергиев Посад (Загорск), а през юли – в подобен секретен институт в Марфино, в северните покрайнини на Москва. Работи по специалността си като математик.
В Марфино Солженицин започва да работи над автобиографичната поема „Дороженька“ и повестта „Люби революцию“, замислена като продължение на поемата в проза. По-късно описва последните дни в Марфино в романа си „В първия кръг“, в който героят Глеб Нержин е самият той, а Дмитрий Сологдин и Лев Рубин са другарите му по съдба Дмитрий Панин и Лев Копелев. През декември 1948 г. жена му се развежда с него задочно.
През май 1950 г. поради разправии с началника на шарашката е изпратен в Бутирския затвор, откъдето през август е изпратен в специален лагер в Екибастуз, Северен Казахстан. Там отбива срока си до февруари 1953 г. като общ работник, известно време бригадир, участва в стачка. Лагерният му живот е описан в „Един ден на Иван Денисович“, а затворническата стачка – в киносценария „Знают истину танки“.
В лагера Солженицин напълно се разочарова от марксизма и се завръща към православно-патриотичните идеи. Започва да пише още в шарашката, а в лагера съчинява стихотворения, поеми („Дороженька“, „Прусские ночи“) и пиеси в стихове („Пленники“, „Пир победителей“), като ги учи наизуст, за да не ги записва на хартия.
През зимата на 1952 г. получава злокачествено образувание в слабините и е подложен на операция в лагера:с. 382. Изпратен е на тежка работа само две седмици след операцията.
Срокът на присъдата му изтича и Солженицин е освободен на 13 февруари 1953 г. Изпратен е на заточение за вечни времена в село Бирлик, Коктерекски район в Южен Казахстан, където работи като учител по математика и физика в горните класове на местното средно училище. Продължава тайно да пише във всяка свободна минута. Към края на 1953 г. здравето му рязко се влошава, диагнозата е рак и през януари 1954 г. е изпратен в Ташкент за лечение. Изписан е през март със значително подобрение. Тези му преживявания са описани в повестта „Раково отделение“, замислена през пролетта на 1955 г.

### Освобождение и реабилитация
През юни 1956 г. с решение на Върховния съд на СССР Солженицин е освободен без реабилитация „поради липса на престъпление“. Завръща се в Централна Русия през август и живее в малко селце във Владимирска област. Преподава математика и електротехника (физика) на 8 – 10 клас в Мезиновското средно училище. Среща се с бившата си жена Наташа и тя се завръща при него окончателно през ноември 1956 г. Животът му от този период намира отражение в разказа „Матрёнин двор“.
Солженицин е реабилитиран на 6 февруари 1957 г. с решение на Военната колегия към Върховния Съд:с. 419.
От юли 1957 г. живее в Рязан и работи като учител по физика и астрономия, като същевременно продължава да работи над своите книги. Той пише, макар че държи написаното в тайна и не се надява някога да го види публикувано (пише „за в чекмеджето“). Все пак, когато научава за изказването на Александър Твардовски, главен редактор на литературното списание „Новый мир“, пред XXII конгрес на КПСС, у него се появява надежда и той решава да се опита да предложи нещо за печат, макар и отначало чрез посредник и под чуждо име:с. 20.

### Първи публикации
През 1959 г. Солженицин пише разказа „Щ-854“ (по-късно станал известен като „Един ден на Иван Денисович“) за живота на обикновен селянин, затворник в лагер. През 1960 г. пише разказите „Не стоит село без праведника“ (излязъл като „Матрьонин двор“, на български „Матрьонината къща“) и „Правая кисть“ („Дясната ръка“), първите „Крохотки“ („Дребосъчета“), пиесата „Свеча на ветру“ („Свещ на вятъра“). Съзнавайки, че е малко вероятно да бъдат приети за печат, преживява творческа криза, поради факта, че не може да получи оценки от компетентни читатели. Нещата се променят с настъпването на т.нар. размразяване при Хрушчов.
Разказът „Един ден на Иван Денисович“ е първото произведение на Солженицин, публикувано в литературното списание „Новый мир“ (1962 г.), рупор на поколението шестдесетници. Публикацията е одобрена от ЦК на КПСС под влиянието на Хрушчов. Разказът, издаден по-късно и като самостоятелна книга, разбунва духовете в СССР и привлича вниманието на Запада, тъй като за първи път от 20-те години в съветската литература се появява с официално одобрение произведение на политическа тема, написано от непартиен член, преживял Сибир. Произведението прави силно впечатление, защото в него от първа ръка се описват преживяванията на лагерник – нещо нечувано дотогава. Солженицин публикува още няколко разказа в същото списание и веднага става популярен. Неговите публикации предизвикват невиждан отклик от страна на писатели, общественици, критици и читатели. Излизат положителни отзиви в съветските официозни издания. Писмата на читатели – бивши затворници, получени като реакция на „Един ден на Иван Денисович“, са в основата на следващо произведение за лагерите – „Архипелаг Гулаг“.
Разказите на Солженицин рязко се отличават с художествения си стил и с гражданската си смелост сред съвременните му произведения. Това се подчертава от мнозина, сред тях писатели и поети. Например Варлам Шаламов пише през ноември 1962 г. писмо на Солженицин:

Повестта е като стихотворение, всичко в нея е съвършено, всичко е целесъобразно. Всеки ред, всяка сцена, всяка характеристика е толкова лаконична, умна, проницателна и дълбока, че „Новый мир“ не е печатал нищо толкова цялостно, толкова силно от началото на съществуването си.
—Варлам Шаламов, Письма к А. И. СолженицынуВ оригинал 
Повесть – как стихи,— в ней всё совершенно, всё целесообразно. Каждая строка, каждая сцена, каждая характеристика настолько лаконична, умна, тонка и глубока, что я думаю, что „Новый мир“ с самого начала своего существования ничего столь цельного, столь сильного не печатал.
Солженицин е приет по бързата процедура в Рязанското отделение на Съюза на писателите, става известен из цялата страна, запознава се с редица известни личности от литературните среди, сред които Анна Ахматова, Лидия Чуковска, вдовицата на Михаил Булгаков Елена. Въпреки че вече е известен писател, продължава стриктно да спазва своите конспиративни правила: преписва ръкописите си по няколко пъти и ги крие при доверени приятели. Той иска да предложи за печат романа „В първия кръг“, но добре съзнава, че няма да премине цензурата. Затова започва да го пренаписва и през лятото на 1963 г. завършва петата му поред редакция, състояща се от 87 глави („Круг-87“). За да опипа почвата, предлага откъс – 4 глави, подбрани от него, на редакцията на „Новый мир“, и започва да чака одобрение. Книгата преминава дълъг път на съгласуване, обсъдена е в редакцията през лятото на 1964 г. и е планирана за печат в списанието през 1965 г., но така и не бива напечатана.
През декември 1963 г. редакцията на „Новый мир“ и Централният държавен архив за литература и изкуство предлагат „Един ден на Иван Денисович“ за Ленинска премия за 1964 г., но предложението е отклонено .
През 1964 г. Солженицин се среща с Варлам Шаламов и му предлага да работят съвместно над „Архипелага“. Виждайки, че произведенията му вече не се приемат охотно за официален печат, Солженицин за първи път разрешава цикълът стихотворения в проза „Дребосъчета“ да бъде разпространен чрез самиздат. Така произведението прониква зад граница и е напечатано през октомври 1964 г. във Франкфурт в рускоезичното емигрантско списание „Грани“ – това е първата публикация на Солженицин в чужбина. През същата година Твардовски прочита ръкописа на „Раково отделение“ и даже го предлага на Хрушчов чрез помощника му Владимир Лебедев. Настроенията у партийното ръководство обаче вече са други и двете книги няма да бъдат отпечатани в СССР до края на 80-те години на XX век.
Солженицин знае, че е обект на внимание от органите на КГБ и въпреки нарасналата си популярност продължава да прилага всевъзможни конспиративни мерки, за да не попаднат ръкописите му в неподходящи ръце, като ги заснема на фотолента и ги укрива на най-различни места. На 11 септември 1965 г. КГБ обискира дома на неговия приятел В. Теуш, където се съхранява част от архива на Солженицин. В ръцете на политическата полиция попадат ръкописите на стихове, „Дребосъчета“, „В първия кръг“ и пиесите „Република на труда“ и „Пирът на победителите“ (като последната е едно от най-ранните му произведения, има силно антисъветски характер и той изобщо няма намерение да я публикува). Солженицин веднага пише жалби за това незаконно изземане: до министъра на културата Пьотр Демичев, до секретарите на ЦК на КПСС Леонид Брежнев, Михаил Суслов и Юрий Андропов, но отговор няма. Напротив, ЦК на КПСС издава в ограничен тираж (без разрешението на автора) и разпространява сред номенклатурата „с цел уличаване на автора“ петата редакция на „В първия кръг“ и пиесата „Пирът на победителите“. Това настройва партийната върхушка силно негативно срещу Солженицин. Списанията започват да отказват да печатат разказите му, набраният разказ „Захар-Калита“ (на български „Захар Торбата“), предназначен за печат във вестник „Известия“, е разпилян. Все пак той излиза в „Новый мир“ в началото на 1966 г. и това е последната легална публикация на Солженицин в СССР преди прогонването му.
В същото време в чужбина излизат в превод на различни езици разкази, сборници и „Един ден на Иван Денисович“. Тъй като несанкционираното от властта печатане на произведения на съветски писатели в чужбина е строго забранено, това е повод да се забрани печатането им в СССР.

### Конфликт с властта
След идването на Брежнев на власт през 1964 г. обстановката в страната се променя (настъпва т.нар. „период на застой“), издателствата престават да публикуват негови неща, а напечатаното започва да се иззема. На XXIII конгрес на КПСС (1966) партията издига призив да се даде решителен отпор на фалшификациите на историята, а като пример е посочен „Един ден на Иван Денисович“. Произведенията на Солженицин все пак се разпространяват чрез преписване по системата на самиздат, понякога без негово разрешение. През май 1967 г. той изпраща отворено „писмо до IV конгрес на съветските писатели“, в което настоява за премахване на цензурата, за реабилитацията на ред писатели, унищожени по време на репресиите, и за връщане на конфискувания му личен архив. Писмото предизвиква сериозен и вече явен конфликт със съветската власт, който се обостря след публикуването в САЩ и Западна Европа на романите „В първия кръг“ (1968) и „Раково отделение“ (1968 – 1969), които го правят популярен. Писателят отказва да носи отговорност за публикациите в чужбина и заявява, че властите са спомогнали за изнасянето им от страната, за да получат повод за арестуването му. Започва пропагандна кампания срещу Солженицин в пресата и на партийни събрания, а през ноември 1969 г. е изключен от Съюза на писателите. Той предприема нова тактика: вместо да мълчи, отговаря на упреците, като отстоява православно-патриотичните си убеждения и открито критикува режима.
През август 1968 г. Солженицин среща Наталия Светлова и започва връзка с нея. Прави постъпки за развод с първата си жена. Получава го трудно през юли 1972 г.
Към 1970 година произведенията на Солженицин са публикувани в 28 страни, като най-много преводи има в Западна Европа и САЩ. На руски език към този момент в чужбина има 17 отделни издания и събрани съчинения в шест тома. Същата година Солженицин е удостоен с Нобелова награда за литература „за нравствената сила, с която следва непреходните традиции на руската литература“ като от първата му публикация до удостояването са изминали само осем години – сред лауреатите няма друг подобен случай. Писателят подчертава политическия аспект на награждаването: „… всяко присъждане на Нобелова награда на наш роден писател се възприема преди всичко като политическо събитие“:с. 285, макар и Нобеловият комитет да отрича това.
Той не заминава за Стокхолм да получи наградата, тъй като се страхува, че няма да бъде допуснат да се завърне в СССР, а в съветската преса се разгръща масова очерняща кампания срещу него. Властите му предлагат да емигрира, но той отказва. През 1970-те години живее в Москва на улица „Горки“ при жена си, макар че дълго време му отказват полагащото му се московско жителство. Убежище за работа намира както във вилата на Мстислав Ростропович и Галина Вишневская в привилегирован район в Подмосковието:с. 66, така и при приятели в Естония, където прекарва няколко месеца. Вече е завършил най-голямото си произведение – „Архипелаг Гулаг“, основано на неговите преживявания и личните свидетелства на повече от 250 лагерници, но публикуването му в СССР не е възможно. Няколко екземпляра от ръкописа са предадени за съхранение на доверени хора. Солженицин продължава да работи над историческата епопея „Червеното колело“, необичайна смесица от художествена измислица и повествователна историография, в която намират ярък израз православно-патриотичните му възгледи, и през юни 1971 г. в Париж излиза първата му част „Август четиринадесета“.
В началото на 1970-те в КГБ е създаден специален отдел, занимавал се изключително с оперативна разработка на Солженицин – 9-и отдел към Пето управление. Десетилетия по-късно става известно, че на 8 август 1971 г., когато пътува за Новочеркаск, срещу Солженицин е извършено покушение с неизвестно химическо средство (вероятно рицин):с. 656. Той се разболява сериозно, цялото му тяло се покрива с мехури като от тежко изгаряне, лекарите не могат да установят причината на заболяването, но в крайна сметка той оцелява.
През 1972 г. пише „Великопостное письмо“ до московския патриарх Пимен за проблемите на църквата, в подкрепа на изказването на калужкия архиепископ Ермоген (Голубьов). През 1972 – 1973 г. работи над останалите части от епопеята „Червеното колело“, по негови думи „трагична история за това, как самите руснаци ... са унищожили и миналото, и бъдещето си“. Писателят отбелязва, че целият цикъл „може да отнеме 20 години и възможно е да не го доживея“.
През август – септември 1973 г. отношенията между властта и съветските дисиденти се изострят. Солженицин дава голямо интервю на чуждестранни кореспонденти от „Асошиейтед прес“ и вестник „Монд“ на 23 август. В същия ден КГБ арестува една от неговите помощнички – Елизавета Воронянская и я разпитва в продължение на няколко дни. Тя издава местонахождението на един от ръкописите на „Архипелаг Гулаг“. Завръщайки се у дома, се самоубива. Солженицин научава за случилото се на 5 септември, дава разпореждане да започне печатането на „Архипелага“ на Запад в емигрантското издателство ИМКА-Прес (YMCA Press) и тя излиза няколко месеца по-късно. По същото време той пише до ръководителите на СССР „Письмо вождям Советского Союза“, в което ги призовава да се откажат от комунистическата идеология и да предприемат стъпки за превръщането на СССР в руска национална държава. От края на август в западната преса се публикуват голям брой материали в защита на съветските дисиденти и на Солженицин в частност.
В СССР се разгръща мощна кампания против дисидентите. На 31 август във вестник „Правда“ излиза открито писмо от група съветски писатели с осъждане на антисъветските изяви на Солженицин и Сахаров, които според тях „клеветят нашия държавен и обществен строй“. На 24 септември с посредничеството на бившата му съпруга КГБ предлага на писателя да публикува „Раково отделение“ в СССР, но в замяна да се откаже да публикува „Архипелаг Гулаг“ зад граница. Солженицин не възразява против печатането на „Раково отделение“ в СССР, но отказва да поеме предложеното му тайно споразумение с властите. В последните дни на декември 1973 г. е оповестено излизането на първия том на „Архипелаг Гулаг“. В съветските средства за масова информация се засилва кампанията по очерняне на Солженицин като изменник на родината и „литературен власовец“. Акцентът е не върху реалното съдържание на „Архипелаг Гулаг“ (самият автор го нарича „художествено изследване“ на съветската система от трудови лагери и затвори в периода 1918 – 1956 г.), което въобще не се обсъжда, а на солидаризирането на автора с „изменници на родината по време на война, полицаи и власовци“.
В годините на застой „Август четиринадесета“ и „Архипелаг Гулаг“, както и първите му романи се разпространяват в СССР чрез самиздат.
В края на 1973 г. Солженицин събира група автори за сборника „Из-под глыб“ (издаден от ИМКА-Прес в Париж през 1974 г.), като сам пише статите „На возврате дыхания и сознания“, „Раскаяние и самоограничение как категории национальной жизни“ и „Образованщина“.

### Изгнание
На 7 януари 1974 г. на заседание на Политбюро на ЦК на КПСС са обсъдени публикуването на „Архипелаг Гулаг“ и мерките за пресичане на антисъветската дейност на Солженицин. Обсъжда се и излъчването на откъси от книгата по радио „Свобода“ на езиците на народите на СССР. Юрий Андропов предлага писателят да бъде прогонен от страната с административни мерки. За изгнание са Дмитрий Устинов, Виктор Гришин, Андрей Кириленко, Константин Катушев; за арест и заточение – Алексей Косигин, Леонид Брежнев, Николай Подгорни, Александър Шелепин, Андрей Громико и др. Прието е постановление да привлекат писателя към съдебна отговорност. Въпреки това решение на Политбюро обаче, в крайна сметка се налага мнението на Андропов за изгнание. Преди това един от съветските ръководители, министърът на вътрешните работи Николай Шчолоков, застъпва друга позиция – че трябва да се борят за Солженицин, и изпраща до Политбюро специална записка в защита на Солженицин, но неговите предложения (включително да се публикува „Раково отделение“) не намират подкрепа.
След като Вили Бранд се изказва, че писателят би могъл свободно да живее и да работи във ФРГ, е решено Солженицин да бъде експулсиран от СССР и да му бъде отнето гражданството. И така, на 12 февруари Солженицин е арестуван, обвинен в държавна измяна и лишен от съветско гражданство. На 13 февруари е качен принудително на самолет и изпратен във Франкфурт, ФРГ, където го посреща Хайнрих Бьол.
Още на 14 февруари 1974 г. е издадена съответната заповед за изземане на произведенията на Солженицин от библиотеките и книжарниците („Об изъятии из библиотек и книготорговой сети произведений Солженицына А. И.“). Унищожени са номера на списание „Новый мир“: № 11 за 1962 г. (в него е публикуван „Один день Ивана Денисовича“), № 1 за 1963 г. (с разказите „Матрёнин двор“ и „Случай на станции Кречетовка“), № 7 за 1963 г. (с разказа „Для пользы дела“) и № 1 за 1966 г. (с разказа „Захар-Калита“); „Роман-газета“ № 1 за 1963 г. и самостоятелните издания на „Иван Денисович“ (издателства „Советский писатель“, Гослитиздат и Учпедгиз, а също така издания на литовски и естонски езици). На изземане подлежат и чуждестранните издания (списания и вестници) с произведения на Солженицин:с. 67. Изданията се унищожават „чрез разрязване на дребни части“, за което се съставя акт, подписан от завеждащия библиотеката.
На 29 март семейството на Солженицин също напуска СССР. За изнасянето на архива и военните награди на писателя помага Уилям Одом, помощник на военното аташе на САЩ. Не след дълго Солженицин прави кратко пътешествие по Северна Европа и взема решение да се установи в Цюрих, Швейцария.
На 3 март 1974 г. в Париж е публикувано „Письмо вождям Советского Союза“; водещи западни издания и много демократично настроени дисиденти в СССР, сред които Андрей Сахаров и Рой Медведев, го оценяват като антидемократично, националистично и съдържащо „опасни заблуждения“; отношенията на Солженицин със западната преса и със западния ляво настроен интелектуален елит започват да се влошават и около името му се поражда полемика.
През лятото на 1974 г. с приходите от „Архипелаг Гулаг“ Солженицин основава фондацията „Руски обществен фонд за помощ на преследваните и техните семейства“ за оказване на помощ на политически затворници в СССР.
През 1974 – 1975 г. в Цюрих Солженицин събира материали за живота на Ленин в емиграция и продължава да пише „Червеното колело“, цикъл исторически романи за руската революция, започнат с „Август, четиринадесета“ – по думите на Солженицин, „трагична история за това, как самите руснаци ... са унищожили и миналото, и бъдещето си“. Завършва и издава мемоарите си „Бодался телёнок с дубом“.
През април 1975 г. семейството започва пътешествие из Западна Европа, Канада и САЩ. През юни-юли Солженицин е във Вашингтон и Ню Йорк, изнася речи на конгрес на профсъюзите и в Конгреса на САЩ. В изказванията си рязко критикува комунистическите режими и комунистическата идеология, изказва се в подкрепа на войната във Виетнам, призовава САЩ да се откажат от политиката на сътрудничество със СССР и на разведряване; при това писателят продължава да възприема Запада като съюзник в освобождаването от „комунистическия тоталитаризъм“, макар и да се опасява, че в случай на бърз преход към демокрация в СССР могат да се изострят междунационалните конфликти.
През февруари 1976 г. пътува из Великобритания и Франция и в изказванията му се забелязват антизападни мотиви. На следващата година посещава Испания и в предаване по телевизията се изказва одобрително за режима на Франсиско Франко, предупреждава за рисковете от „прекалено бързото преминаване към демокрация“. В западната преса се усилват критиките към него и някои водещи политици изразяват несъгласие с възгледите му. Той е критикуван и от руските емигрантски кръгове, с които се сближава покрай издателство ИМКА-Прес, в което заема водещо положение, без да става официален ръководител (такъв в продължение на около 30 години е Морозов). Идейните му разногласия с т.нар. „емиграция от третата вълна“ – напуснали СССР през 70-те години на XX век, и със западните активисти са представени в неговите мемоари „Угодило зёрнышко промеж двух жерновов“ и в многобройни емигрантски публикации.
След две години в Цюрих семейство Солженицини заминава за САЩ и се заселва в градчето Кавендиш, щата Върмонт, където писателят завършва третия том на „Архипелаг Гулаг“ (издание на руски – 1976 г., на английски – 1978 г.) и продължава работата си над цикъла „Червеното колело“, като събира материали в руския емигрантски архив към Института „Хувър“ за дълбоко вълнуващия го „руски проблем“. Още в словото си в Института „Хувър“ в Станфорд през 1976 г. той акцентира върху невъзможността Западът да разбере Русия и върху „тенденциозните западни обвинения“ за „вечното руско робство“, „азиатските традиции“ и други „нелепости“. Солженицин възлага отговорността за това отчасти и върху руската политическа имиграция, създала „изопачена, непропорционална и превзета картина за няколко столетия от руската история“.
Солженицин рядко дава публични изявления, поради което го наричат „върмонтския затворник“ или „върмонтския отшелник“. През юни 1978 г. се обръща към студентите-абсолвенти от Харвардския университет с реч:с. 749, в която осъжда материализма на капиталистическия Запад също така остро, както и репресиите в социалистическия Изток. След нея американските медии го кръщават „вечния дисидент“, помествайки призиви на други руски емигранти този „утопичен революционер“ да бъде прогонен от САЩ. През май 1982 г. президентът Роналд Рейгън кани на закуска най-видните съветски дисиденти, преместили се на Запад и единствен Солженицин отказва поканата. Той отбелязва, че не е дисидент, а руски писател, комуто не подхожда да беседва с държавен глава, чиито генерали сериозно разработват проекти за избирателно унищожение на руския народ. Отказвайки вежливо, Солженицин кани Рейгън след приключването на мандата да го посети в дома му във Върмонт и спокойно да обсъдят важните въпроси в отношенията между двете страни:с. 760. В редките си изяви в печата подлага на критика както съветските порядки, така и американската действителност, което води до ответни обвинения в американската преса, че е неблагодарен и не може да живее в никой строй.
С настъпването на перестройката в СССР отношението на властите към Солженицин започва да се променя, макар и не веднага. Публикувани са много негови произведения, в частност в „Новый мир“ през 1989 г. излизат отделни глави на „Архипелаг Гулаг“. На следващата година „Архипелаг Гулаг“ е издаден в СССР в много големи тиражи.
На 18 септември 1990 г. едновременно в „Литературная газета“ и „Комсомольская правда“ е публикувана статията на Солженицин „Как нам обустроить Россию?“, в която той развива отдавнашните си идеи, изказани още в „Письмо вождям Советского Союза“ и публицистичните си работи, включени в сборника „Из-под глыб“. Статията предизвиква голям отзвук. Авторския си хонорар за нея Солженицин дарява в полза на жертвите на Чернобилската авария.
През 1990 г. съветското гражданство на Солженицин е възстановено и е прекратено наказателното дело срещу него по чл. 64 на Наказателния кодекс – измяна на Родината. През декември същата година е удостоен с Държавна награда на РСФСР за „Архипелаг Гулаг“.
Според разказа на Вячеслав Костиков по време на първото официално посещение на президента Борис Елцин в САЩ през 1992 г., веднага след пристигането си Елцин се обажда по телефона от хотела във Вашингтон на Солженицин и провежда с него дълъг разговор. Мнението на писателя относно Курилските острови е неочаквано и шокиращо: „Изучил съм историята на островите от XII век. Не са наши, Борис Николаевич, трябва да ги дадем, но скъпо…“.
През април 1992 г. кинорежисьорът Станислав Говорухин посещава Солженицин в дома му във Върмонт и снема телевизионния филм „Александър Солженицин“ в две части.

### Завръщане в Русия
Солженицин се завръща в Русия със семейството си на 27 май 1994 г., като пристига със самолет в Магадан. След това се качва на влак във Владивосток и преминава през цялата страна, завършвайки пътя си в Москва. На гарата го посрещат няколко хиляди граждани. Прави изказване в Държавната дума (парламента), макар че против това се изказват демократите от фракцията „Демократичен избор на Русия“.
Преди това, през март 1993 г. по лично разпореждане на президента Борис Елцин му е подарена (с правото на пожизнено владение, предавано по наследство) част от държавната вила „Сосновка-2“ в Троице-Лыково в Подмосковието. Солженицини построяват там двуетажна къща с голям хол, остъклена галерия, гостна с камина, концертен роял и библиотека. Солженицин живее там до смъртта си.
През 1997 г. е избран за член на Руската академия на науките.
През 1998 г. е награден с орден „Свети апостол Андрей Първозвани“, но отказва наградата с аргумента, че не може да приеме награда от властта, докарала Русия до гибелно състояние. През същата година публикува обемното историко-публицистично съчинение „Русия в разруха“ („Россия в обвале“), в което разсъждава за измененията, настъпили в Русия през 1990-те години, и за положението в страната, като рязко осъжда реформите (в частност приватизацията), проведена от правителството на Елцин) и действията на руските власти в Чечня.
Същата година (1998) е награден с Големия златен медал „Ломоносов“.
През април 2006 г. в интервю за вестник „Московские новости“ Солженицин заявява:

НАТО методично и настойчиво развива военния си апарат в Източна Европа и на юг, в континенталния обхват на Русия. Да добавим и откритата материална и идеологическа подкрепа на „цветните революции“ и парадоксалното внедряване на северо-атлантическите интереси в Централна Азия. Няма място за съмнение, че се подготвя пълно обкръжение на Русия, а след това отнемане на нейния суверенитет. 
—А. Солженицин, интервю за „Московские новости“В оригинал 
НАТО методически и настойчиво развивает свой военный аппарат – на Восток Европы и в континентальный охват России с Юга. Тут и открытая материальная и идеологическая поддержка „цветных“ революций, и парадоксальное внедрение Северо-атлантических интересов в Центральную Азию. Всё это не оставляет сомнений, что готовится полное окружение России, а затем потеря ею суверенитета.
През 2007 г. е награден с Държавна награда на Руската федерация за значителни постижения в хуманитарната дейност
На 12 юни 2007 г. президентът Владимир Путин посещава Солженицин по повод връчването на наградата .
Последните години от живота си Солженицин прекарва в Москва и в къщата в Подмосковието. В края на 2002 г. преживява тежка хипертонична криза, боледува тежко, но продължава да пише. Заедно с жена си Наталия Дмитриевна – президент на фонда „Александър Солженицин“ – подготвят издание на неговото най-пълно, 30-томно издание на „Събрани съчинения“. След прекарана тежка операция може да си служи само с дясната ръка.

### Смърт и погребение
Александър Исаевич Солженицин умира на 3 август 2008 г. в дома си в Подмосковието, няколко месеца, преди да навърши 90 години. Смъртта настъпва в 23:45 от остра сърдечна недостатъчност.
На 5 август в зданието на Руската академия на науките се състои гражданска панихида и поклонение. На траурната церемония присъстват Михаил Горбачов, Владимир Путин, президентът на РАН Юрий Осипов, ректорът на МГУ Виктор Садовничий, Евгений Примаков, културни дейци и няколко хиляди граждани.
Заупокойна литургия е изнесена на 6 август 2008 г. в московския Донски манастир от Орехово-Зуевския архиепископ Алексий (Фролов). Тялото на Александър Солженицин е погребано с воински почести (като ветеран от войната) в некропола към манастира. Президентът на Русия Медведев се завръща в Москва от кратък отпуск, за да присъства на заупокойната служба.
На 3 август 2010 г., за втората годишнина от смъртта, на гроба е издигнат паметник – мраморен кръст по проект на скулптора Дмитрий Шаховской.

## Произведения
Следва кратък списък на публикуваните произведения на Солженицин:
- Един ден на Иван Денисович (Один день Ивана Денисовича) (1962)
- В първия кръг (В круге первом, 1-ва част, 2-ра част) (1968)
- Раково отделение (Раковый корпус) (1968)
- Червеното колело (Красное колесо) (Поредица от исторически романи за раждането на Съветска Русия):
  - Август 1914 (Август четырнадцатого) (1971). (В центъра на романа е катастрофалното поражение на руската армия в Битката при Таненберг през август 1914 г.)
  - Октомври 1916 (Октябрь Шестнадцатого) (1983)
  - Март 1917 (Март Семнадцатого) (1986)
  - Април 1917 (Апрель Семнадцатого) (1989)
- Архипелаг Гулаг (Българско издание, превод на Иван Дойчинов, PDF формат Архив на оригинала от 2016-01-06 в Wayback Machine.; на руски: 1-вый том, 2-рой том, 3-тий том) (1973-78)
- Рекло телето дъба да мушка (Бодался теленок с дубом) (1975)
- Ленин в Цюрих (Ленин в Цюрихе) (1975) (Глави от Червеното колело)
- Как да устроим Русия (Как нам обустроить Россию) (1990)
- Руският въпрос в края на 20 век (Русский вопрос к концу ХХ века) (1995)
- Русия в разруха (1998) (Россия в обвале)
- Двеста години заедно (2001, 2002) (Двести лет вместе) (Исторически труд за руско-еврейските отношения от 1772 г. до наши дни, предизвикал противоречиви отзиви сред читателите: , ,  Архив на оригинала от 2005-03-05 в Wayback Machine.)

## В България
„Един ден на Иван Денисович“ излиза в превод на български само няколко месеца след публикуването му в СССР като подлистници във вестник „Литературен фронт“. Преводът е на Петър Аджаров (1902 – 1963), самият той лежал в сталинските лагери. През 1963 г. повестта е отпечатана като отделно издание в тираж 31 000 екземпляра. Това става благодарение на издателя Христо Траянов, който поема риска и издава творбата, въпреки че очаква сериозна съпротива и лична саморазправа на режима с него. При новината за Нобеловата награда на Солженицин през 1970 г., следвайки официалната съветска реакция, Съюзът на българските писатели (СБП) определя автора като недостоен и изпраща официален протест-телеграма до Нобеловия комитет в Стокхолм срещу удостояването на Солженицин. Това става в последния ден на Втората конференция на българските писатели, проведена през ноември 1970 г. Идеята е на председателя Георги Джагаров, който иска да ангажира всички присъстващи на конференцията. Въпреки това при обсъждането на телеграмата е изказано несъгласие от Димитър Методиев, който е против това да се ангажира конференцията. Той казва, че не е чел книгите на Солженицин, и в един момент и други хора се обаждат, че и те не са ги чели. Благой Димитров пита има ли в историята на СБП подобен прецедент и защо сега трябва да се приема такава позиция. При гласуването има един глас против – на Благой Димитров, и четирима въздържали се – Христо Ганев, Валери Петров, Гочо Гочев, Марко Ганчев. По-късно в свои спомени те твърдят, че не са се уговаряли, седели са на различни места. Тези писатели понасят тежки последици за своето решение: четиримата членове на БКП – Валери Петров, Христо Ганев, Гочо Гочев и Марко Ганчев, са изключени от партията, а безпартийният Благой Димитров – от СБП. Наказанията им са отменени едва през 1984 г., когато е обявена амнистия по повод 40 години от Девети септември .
В месеците след излизането на „Архипелаг Гулаг“, довели до екстрадирането на Солженицин от СССР, българската преса отново по подобие на съветската предприема негативна кампания срещу него. СБП подготвя декларация, която е разисквана на заседание на 4 февруари 1974 г., и повтаря обвиненията към него, отправени в СССР: че е предател, враг на СССР, отричащ Октомврийската революция и делото на Ленин, че е вътрешен емигрант. За разлика от 1970 г. обаче председателят Пантелей Зарев показва на присъстващите произведението, което Христова  интерпретира като положителен резултат от съпротивата на петимата писатели преди това. Декларацията е поместена в „Работническо дело“ и „Литературен фронт“ под заглавие „Злостен клеветник на род и родина“.

## За него
- The Solzhenitsyn Files: Secret Soviet Documents Reveal One Man's Fight Against the Monolith, edition 1, 1995, твърди корици, ISBN 1-883695-06-6 (превод на английски под ръководството на Катрин А. Фицпатрик, под редакцията на и с предговор от Майкъл Скамел)
- Нива, Ж. Солженицын. М., Высшая школа, 1992.
- Голубков, М. М. Александр Солженицын. М., изд. МГУ, 2001.
- Евтимова, Р. и др. Руска литература ХІХ-ХХ век. Университетски учебник. Пловдив, Хермес, 2002, 497 – 506.
- Медведев, Р. А. Солженицын и Сахаров. М., Права человека, 2002.
- Урманов, А. В. Творчество Александра Солженицына. Учебное пособие. М., Флинта-Наука, 2003.
- Сараскина, Л. И. Александр Солженицын. М.: Молодая гвардия, 2008 (Жизнь замечательных людей).
- Донев, В. Александър Солженицин. Класика срещу канон. Велико Търново, Фабер, 2011.
- Pearce, J. Solzhenitsyn: A Soul in Exile. Rev. Upd. ed. San Francisco, Ignatius Press, 2011.